# Taos Amrouche
Pour les articles homonymes, voir Amrouche.
Taos Amrouche (en kabyle : Ṭawes Ɛemruc), de son nom complet Marie-Louise Taos Amrouche, née le 4 mars 1913 à Tunis en Tunisie et morte le 2 avril 1976 à Saint-Michel-l'Observatoire, est une écrivaine algérienne naturalisée française et une interprète de chants traditionnels kabyles. Sa famille est originaire de Ighil Ali, en Kabylie. Taos Amrpouche est fille de Fadhma Aït Mansour Amrouche et sœur de Jean Amrouche.
Dans sa signature, Taos Amrouche inclut parfois un « prénom chrétien », soit celui de sa mère — sa deuxième œuvre, Recueil de contes et proverbes, est signée Marguerite-Taos Amrouche —, soit celui que lui ont donné ses parents, Marie-Louise.

## Biographie

### Origines
Les parent de Taos Amrouche sont Antoine-Belkacem Amrouche (vers 1880-1958) et Marguerite-Fadhma Aït Mansour (vers 1882-1967). Tous deux sont des kabyles d'Algérie, convertis au catholicisme dans leur jeunesse
,,. Ils se sont mariés vers 1898. Après avoir vécu chez les parents de Belkacem dans un village des monts Bibans — actuelle commune d'Ighil Ali, Wilaya de Béjaïa, Algérie — où nait en 1906 leur second enfant, Jean Amrouche, ils quittent la Kabylie et s'installent à Tunis en 1910.
Ils y obtiennent en 1914 la nationalité française de plein droit
.

### Formation
Taos Amrouche obtient le brevet supérieur à Tunis puis s'installe à Paris et se consacre aux chants berbères de Kabylie
.
Elle a notamment continué sa formation à Madrid, en étant résidente de la Casa de Velázquez en 1940-1941.

### Carrière littéraire et lyrique
Son premier roman, Jacinthe noire, est publié en 1947, six ans après la fin de sa rédaction commencée entre 1935 et 1937.
Dans Jacinthe noire, Taos Amrouche fait une utilisation particulière et réflexive du « je », puisqu'il est utilisé par la narratrice pour décrire une jeune reine, qui est aussi l'autrice. Le roman raconte l'histoire de Reine, personnage envoûtant et marginal venu de Tunisie, qui est  accueillie par Maïthé dans une pension de famille. Reine est si différente qu'elle finit par en être chassée. Reine, qui vit dans une grande solitude, éprouve le besoin d'être appréciée et comprise, mais, d'une sensibilité maladive, elle se sent exclue du groupe. Jacinthe noire est un roman intimiste.
La mère de Taos Amrouche est une enfant naturelle, devenue tardivement catholique. La famille fréquente des exilés et des marginaux et Taos et son frère se sentent « à part ». Ces éléments sont repris dans ses romans, notamment Rue des tambourins, qui est autobiographique.
Son œuvre littéraire, au style très vif, est largement inspirée par la culture orale de Kabylie dont elle est imprégnée par l'influence de sa mère, mais aussi par son expérience de femme, ce qui fait qu'elle a pu être qualifiée de « narcissique ». En signe de reconnaissance envers sa mère, qui lui a transmis tant de chansons, de contes et d'éléments du patrimoine oral, elle signe Marguerite-Taos le recueil Le Grain magique, joignant à son prénom celui sous lequel sa mère a reçu le baptême.

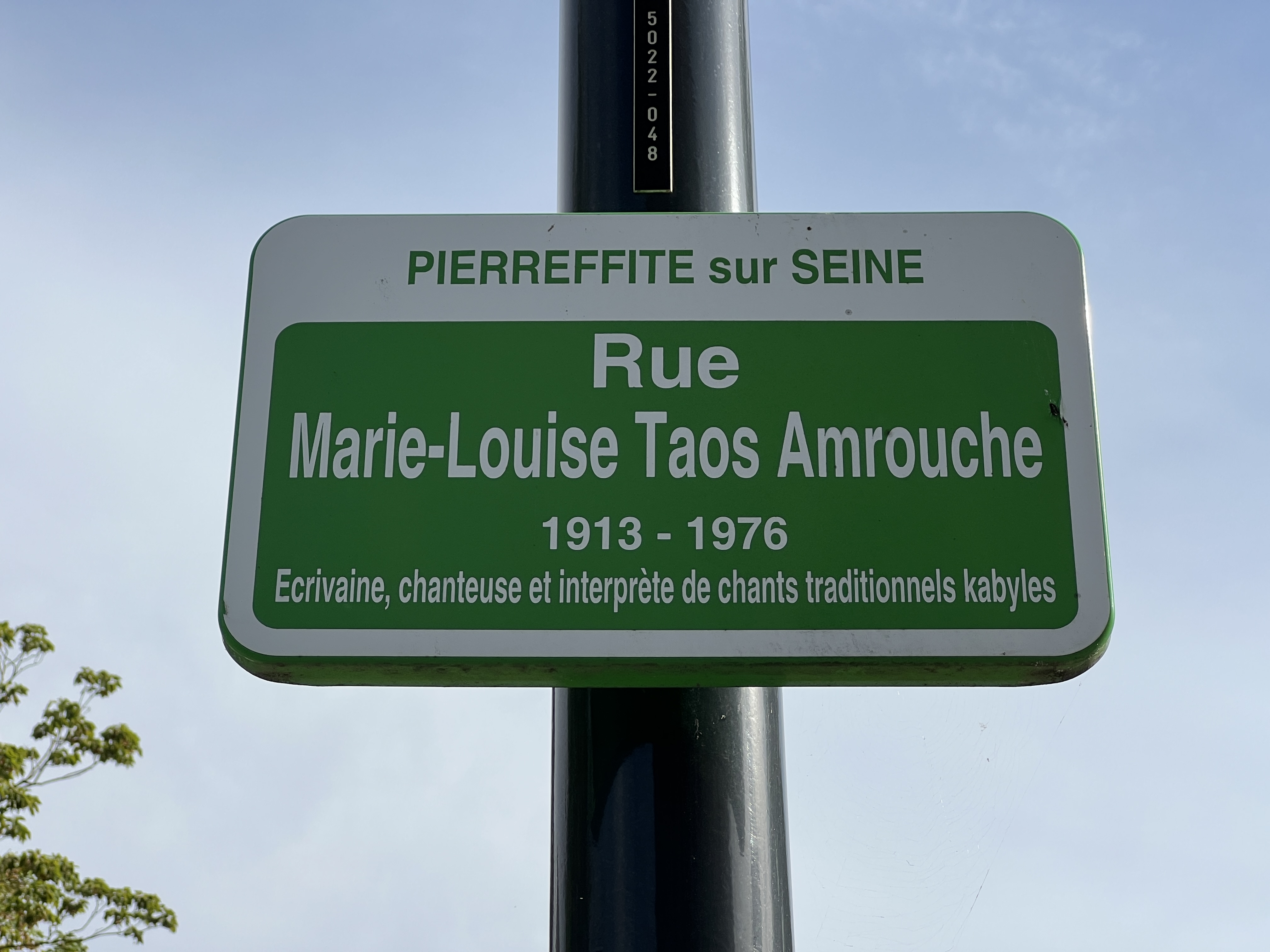
Plaque de la rue Marie-Louise-Taos-Amrouche, Pierrefitte-sur-Seine.

Parallèlement à sa carrière littéraire, elle interprète de très nombreux chants Amazighs kabyles. Ces textes sont par ailleurs traduits par son frère Jean. Dotée  d'une voix exceptionnelle, elle se produit sur de nombreuses scènes, comme au Festival des arts nègres de Dakar en 1966. Seule l'Algérie lui refuse les honneurs : elle n'est pas invitée au Festival culturel panafricain d'Alger en 1969. Elle s'y rend tout de même pour chanter devant les étudiants d'Alger.
Taos Amrouche a participé à la fondation de l'Académie berbère de Paris en 1966.
Elle fut l'épouse du peintre français André Bourdil, Prix Abd-el-Tif 1942.
Taos Amrouche a recueilli des contes que sa mère lui a racontés dans son enfance. Ce sont des récits venus de Kabylie, du côté des hautes montagnes qui bordent le nord de l'Algérie.

### Émissions radiophoniques
Comme son frère Jean, Taos Amrouche a produit plusieurs émissions pour la radio française.

#### L'heure de Shéhérazade; l'heure de Shakespeare
Émissions de fiction coproduites par André Bourdil, diffusées sur Paris Inter en 1951.

#### L’Étoile de chance
Dans cette émission bimensuelle, dont le titre lui est inspiré par la disparition d'Antoine de Saint-Exupéry, elle reçoit une personnalité qui vient dévoiler sa biographie, son itinéraire, et les étoiles de chance qui ont permis l'éclosion de sa vocation. Émission diffusée sur France Inter et Inter-Variétés du 27 septembre 1961 au 29 septembre 1972 et dans laquelle la fille de Taos, Laurence Bourdil, lisait des extraits de textes des invités.
Parmi ses invités :
- 1re émission le 27/09/1961 : Gabriel Audisio  (Taos Amrouche explique à son invité dans ces termes pourquoi elle l'a choisi pour sa première émission : « Gabriel Audisio, laissez-moi dire la raison personnelle qui me fait commencer par vous cette série d'émissions qui a pour titre L'Étoile de chance. N'est-ce pas vous qui, il y a vingt-quatre ans, m'avez donné le baptême des ondes en me poussant à chanter pour la première fois mes chants berbères ? Vous avez été ce jour-là, mon étoile de chance. »[11]
- 31/01/1962 : Marcel Mouloudji
- 05/12/1962 : Djamila Debèche
- 08/05/1963 : Yacine Kateb
- 12/11/1964 : Mohammed Dib
- 08/04/1965 : Jean Pélégri
- 10/06/1965 : Aimé Césaire
- 24/06/1965 : François Maspero
- 12/07/1966 : Malek Haddad
- 13/09/1966 : Albert Memmi
- 21/02/1969 : Zora Boumedienne (1re partie)
- 03/03/1969 : Zora Boumedienne (2e partie)
- 20/02/1970 : Marcel Reggui (1re partie)
- 06/03/1970 : Marcel Reggui (2e partie)
- 21/08/1970 : Jean-Marie Serreau (1re partie)
- 04/09/1970 : Jean-Marie Serreau (2e partie)
- 04/10/1970 : Mohammed Dib (1re partie)
- 18/10/1970 : Mohammed Dib (2e partie)
- 17/01/1971 : Nabile Farès
- 20/06/1971 : Ramdane Sadi (frère de Saïd Sadi, étudiant en mathématiques à l'époque)
- 19/05/1972 : Leïla Ben Sedira

#### Entretiens avec
- Rencontre avec Jean Giono, série d'entretiens réalisés chez Jean Giono par Taos et Jean Amrouche. 49 entretiens (environ 10 heures) diffusés entre le 15 octobre et le 3 décembre 1953 sur la Chaîne nationale.
- Jean Giono, Entretiens avec Jean Amrouche et Taos Amrouche, Paris, éd. Gallimard, 1990.

## Œuvres

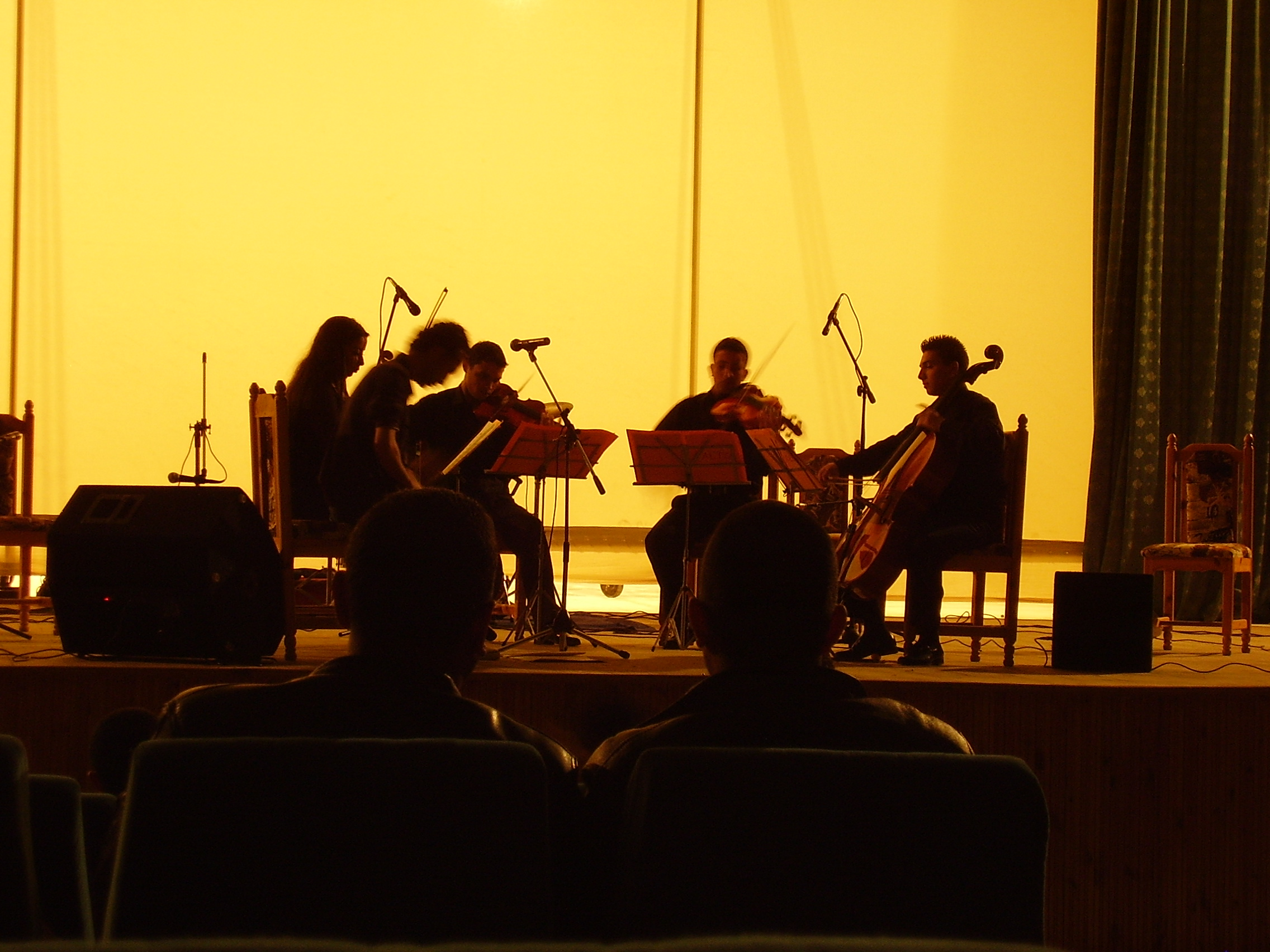
Maison de la culture Taos Amrouche à Bgayet.

### Œuvres littéraires
- Jacinthe noire, roman, éditions Charlot, 1947 ; éditions François Maspéro, 1972 ; éditions Joëlle Losfeld, 1996.
- Le Grain magique, recueil de contes et de poèmes, éditions François Maspéro, 1966 ; éditions de la Découverte, 1996.
- Rue des tambourins, roman, éditions La Table ronde, 1960; éditions Joëlle Losfeld, 1996.
- L'Amant imaginaire, roman, éditions Robert Morel, 1975 ; éditions Joëlle Losfeld, 1996.
- Solitude ma mère, roman posthume, préface de François Maspéro, éditions Joëlle Losfeld, 1995 ; éditions Joëlle Losfeld - Gallimard, 2006.

### Discographie
- Chants berbères de Kabylie, 1967, Grand prix du disque.
- Chants de processions, méditations et danses sacrées berbères, 1967.
- Chants de l'Atlas, 1971.
- Chants espagnols archaïques de la Alberca, 1972.
- Incantations, méditations et danses sacrées berbères, 1974.
- Chants berbères de la meule et du berceau, 1975.
- Les chants de Taos, coffret : un album et cinq CD, L'Empreinte Digitale, 2002.

## Hommages
- A Bgayet, la maison de la culture de la Wilaya de Béjaia porte le nom officiel de « Maison de la Culture Taos Amrouche » (en kabyle : Axxam Yidles Ṭawes Ɛamruc)[12].
- La ville de Mont-Saint-Martin inaugure le 18 janvier 2020 la Maison « Taos Amrouche ».
- Le chanteur kabyle Oulahlou, issu de la même commune natale, a écrit la chanson Marguerite en son hommage dans l'album Arraw n tleli sorti en 2006[13].
- Le 4 mars 2024, un Google Doodle lui est consacré à l'occasion du 111e anniversaire de sa naissance[14],[15].
- Le 4 mars 2024, la ville de Paris donne son nom à un équipement municipal du 20e arrondissement : « L'Espace Paris Jeunes Taos Amrouche »[16].